# Näsbyn en deel Långhed
Näsbyn en deel Långhed (Zweeds: Näsbyn och Långhed del) is een småort in de gemeente Ovanåker in het landschap Hälsingland en de provincie Gävleborgs län in Zweden. Het småort heeft 62 inwoners (2005) en een oppervlakte van 23 hectare. Het småort bestaat uit de plaats Näsbyn en een deel van de plaats Långhed.